# Coupe de Suisse de hockey sur glace 2017-2018
Navigation
2016-2017 2018-2019
La Coupe de Suisse de hockey sur glace 2017-2018 est la 15e édition de cette compétition de hockey sur glace organisée par la Fédération suisse de hockey sur glace. 32 équipes y prennent part : les 12 clubs de National League, 10 des 11 formations de Swiss League, ainsi que différents clubs de MySports League voire de 1re, 2e ou de 3e ligue issus des qualifications. Le EHC Kloten est le tenant du titre.
Pour la troisième fois de l'histoire de la Coupe après le Servette HC, en 1959, et le Grasshopper Club Zurich, en 1966, un club de deuxième division, les SC Rapperswil-Jona Lakers, remporte le trophée, battant le HC Davos, détenteur du record de titres de champion de Suisse, en finale sur le score sans appel de 7 à 2.

## Formule
La compétition se déroule en cinq tours. Les vainqueurs d'un tour se qualifient directement pour le prochain tour. Des matches de qualification ont lieu pour déterminer quelles équipes de MySports League, de 1re, 2e ou de 3e ligue entrent dans le tableau principal.
Le temps de jeu réglementaire pour tous les matchs est de 60 minutes (3 x 20 minutes).
S'il y a égalité après 60 minutes de jeu, une prolongation de cinq minutes est jouée en seizièmes, huitièmes, quarts et demi-finales, avec quatre joueurs de champ plus un gardien pour chaque équipe (si aucune pénalité n'est en cours), sans nettoyage préalable de la glace. L'équipe qui marque le premier but lors de la prolongation remporte la partie.
En finale, une prolongation de 20 minutes est jouée, avec cinq joueurs de champ plus un gardien pour chaque équipe (si aucune pénalité n'est en cours). L'équipe qui marque le premier but lors de la prolongation remporte la partie.
Si le score est toujours égal après la prolongation, il est immédiatement procédé à une séance de tirs au but avec cinq joueurs de chaque équipe figurant sur le rapport de match officiel.

## Participants au tableau principal et primes
| National League (NL) | Swiss League (SL)         | MySports League (MSL)    | 1re ligue (1L)        |
| -------------------- | ------------------------- | ------------------------ | --------------------- |
| HC Ambrì-Piotta      | HC Ajoie                  | EHC Brandis              | Argovia Stars         |
| CP Berne             | HCB Ticino Rockets        | EHC Dübendorf            | HC Berthoud           |
| HC Bienne            | HC La Chaux-de-Fonds      | EHC Seewen               | EHC Frauenfeld        |
| HC Davos             | SC Langenthal             | HC Sion-Nendaz 4 Vallées | Genève-Servette HC II |
| HC Fribourg-Gottéron | HC Olten                  | EHC Wiki-Münsingen       | HC Saint-Imier        |
| Genève-Servette HC   | SC Rapperswil-Jona Lakers |                          |                       |
| EHC Kloten           | HC Thurgovie              |                          |                       |
| SC Langnau Tigers    | HC Viège                  |                          |                       |
| Lausanne HC          | EHC Winterthour           |                          |                       |
| HC Lugano            | EV Zoug Academy           |                          |                       |
| EV Zoug              |                           |                          |                       |
| ZSC Lions            |                           |                          |                       |

| Tour                | Prime (francs suisses) | Prime cumulée (francs suisses) |
| ------------------- | ---------------------- | ------------------------------ |
| Seizièmes de finale | 20 000                 | 20 000                         |
| Huitièmes de finale | 20 000                 | 40 000                         |
| Quarts de finale    | 25 000                 | 65 000                         |
| Demi-finales        | 40 000                 | 105 000                        |
| Finaliste           | 60 000                 | 165 000                        |
| Vainqueur           | 220 000                | 325 000                        |
| Dotation totale     | 1 600 000              |                                |

## Nombre d'équipes par ligue et par tour
| Ligue/Manche             | Seizièmes de finale | Huitièmes de finale | Quarts de finale | Demi- finales | Finale |
| ------------------------ | ------------------- | ------------------- | ---------------- | ------------- | ------ |
| National League 12 clubs | 12                  | 11                  | 6                | 2             | 1      |
| Swiss League 10 clubs    | 10                  | 5                   | 2                | 2             | 1      |
| MySports League 5 clubs  | 5                   | Aucun               | Aucun            | Aucun         | Aucun  |
| 1re ligue 5 clubs        | 5                   | Aucun               | Aucun            | Aucun         | Aucun  |
| Total                    | 32                  | 16                  | 8                | 4             | 2      |

## Résultats

### Seizièmes de finale
| 19 septembre 2017 | HC Olten SL | 3-2 (pr) (1-1, 1-0, 0-1, 1-0) | SL SC Langenthal | Eisbahn Kleinholz, Olten 3 847 spectateurs |

| 19 septembre 2017 | HC Viège SL | 3-2 (0-0, 0-1, 3-1) | SL HC La Chaux-de-Fonds | Litterna-Halle, Viège 1 200 spectateurs |

| 19 septembre 2017 | HC Ajoie SL | 4-2 (1-1, 0-1, 3-0) | NL Lausanne HC | Patinoire du Voyeboeuf, Porrentruy 1 382 spectateurs |

| 19 septembre 2017 | HC Berthoud 1L | 1-5 (0-1, 1-2, 0-2) | NL HC Bienne | Localnet Arena, Berthoud 713 spectateurs |

| 19 septembre 2017 | HC Thurgovie SL | 2-6 (1-2, 0-4, 1-0) | NL EHC Kloten | Güttingersreuti, Weinfelden 1 320 spectateurs |

| 19 septembre 2017 | EHC Winterthour SL | 0-2 (0-0, 0-0, 0-2) | SL SC Rapperswil-Jona Lakers | Eishalle Deutweg, Winterthour 1 157 spectateurs |

| 19 septembre 2017 | EV Zoug Academy SL | 2-3 (pr) (1-1, 1-1, 0-0, 0-1) | NL HC Ambrì-Piotta | Bossard Arena, Zoug 1 730 spectateurs |

| 19 septembre 2017 | Genève-Servette HC II 1L | 1-4 (0-0, 1-2, 0-2) | SL HCB Ticino Rockets | Patinoire des Vernets, Genève 480 spectateurs |

| 20 septembre 2017 | Argovia Stars 1L | 2-8 (1-3, 0-3, 1-2) | NL SC Langnau Tigers | KEB Oberwynental, Reinach 748 spectateurs |

| 20 septembre 2017 | EHC Seewen MSL | 1-9 (1-1, 0-4, 0-4) | NL HC Lugano | Stadion Zingel, Seewen 1 354 spectateurs |

| 20 septembre 2017 | EHC Brandis MSL | 2-9 (0-3, 1-4, 1-2) | NL CP Berne | Sportzentrum, Huttwil 2 099 spectateurs |

| 20 septembre 2017 | EHC Dübendorf MSL | 2-10 (0-5, 2-3, 0-2) | NL HC Davos | Im Chreis, Dübendorf 1 864 spectateurs |

| 20 septembre 2017 | EHC Frauenfeld 1L | 1-8 (0-3, 0-4, 1-1) | NL ZSC Lions | KEB, Frauenfeld 1 741 spectateurs |

| 20 septembre 2017 | HC Sion-Nendaz 4 Vallées MSL | 2-7 (0-2, 2-5, 0-0) | NL Genève-Servette HC | Ancien Stand, Sion 867 spectateurs |

| 20 septembre 2017 | HC Saint-Imier 1L | 1-6 (0-5, 1-0, 0-1) | NL HC Fribourg-Gottéron | Patinoire d'Erguël, Saint-Imier 1 500 spectateurs |

| 20 septembre 2017 | EHC Wiki-Münsingen MSL | 0-8 (0-2, 0-6, 0-1) | NL EV Zoug | Sagibach, Wichtrach 652 spectateurs |

### Huitièmes de finale
| 21 octobre 2017 | HCB Ticino Rockets SL | 1-2 (pr) (0-0, 1-1, 0-0, 0-1) | NL Genève-Servette HC | Raiffeisen BiascArena, Biasca 281 spectateurs |

| 22 octobre 2017 | HC Ambrì-Piotta NL | 3-4 (TB) (1-1, 0-1, 2-1, 0-0) | NL CP Berne | Patinoire de la Valascia, Quinto 3 874 spectateurs |

| 22 octobre 2017 | SC Langnau Tigers NL | 2-1 (0-0, 2-1, 0-0) | NL HC Fribourg-Gottéron | Patinoire de l'Ilfis, Langnau im Emmental 5 894 spectateurs |

| 22 octobre 2017 | HC Ajoie SL | 5-4 (TB) (1-0, 0-1, 3-3, 0-0) | NL ZSC Lions | Patinoire du Voyeboeuf, Porrentruy 1 804 spectateurs |

| 22 octobre 2017 | HC Olten SL | 3-4 (pr) (1-0, 0-3, 2-0, 0-1) | NL HC Bienne | Eisbahn Kleinholz, Olten 5 946 spectateurs |

| 22 octobre 2017 | EHC Kloten NL | 2-4 (1-0, 1-0, 0-4) | NL EV Zoug | Swiss Arena, Kloten 6 023 spectateurs |

| 22 octobre 2017 | SC Rapperswil-Jona Lakers SL | 3-0 (0-0, 3-0, 0-0) | NL HC Lugano | St. Galler Kantonalbank Arena, Rapperswil-Jona 4 325 spectateurs |

| 22 octobre 2017 | HC Viège SL | 2-4 (2-0, 0-2, 0-2) | NL HC Davos | Litterna-Halle, Viège 3 800 spectateurs |

### Quarts de finale
| 21 novembre 2017 | SC Rapperswil-Jona Lakers SL | 5-1 (3-0, 1-0, 1-1) | NL EV Zoug | St. Galler Kantonalbank Arena, Rapperswil-Jona 4 820 spectateurs |

| 21 novembre 2017 | HC Ajoie SL | 4-3 (pr) (1-0, 2-2, 0-1, 1-0) | NL SC Langnau Tigers | Patinoire du Voyeboeuf, Porrentruy 1 627 spectateurs |

| 21 novembre 2017 | HC Bienne NL | 5-3 (1-2, 2-1, 2-0) | NL CP Berne | Tissot Arena, Bienne 5 065 spectateurs |

| 21 novembre 2017 | HC Davos NL | 4-1 (0-1, 2-0, 2-0) | NL Genève-Servette HC | Eisstadion Davos, Davos 1 876 spectateurs |

### Demi-finales
| 4 janvier 2018 | SC Rapperswil-Jona Lakers SL | 4-0 (1-0, 2-0, 1-0) | SL HC Ajoie | St. Galler Kantonalbank Arena, Rapperswil-Jona 6 100 spectateurs |

| 4 janvier 2018 | HC Bienne NL | 2-4 (1-3, 1-0, 0-1) | NL HC Davos | Tissot Arena, Bienne 6 003 spectateurs |

### Finale
| 4 février 2018 | SC Rapperswil-Jona Lakers SL | 7-2 (2-1, 3-1, 2-0) | NL HC Davos | St. Galler Kantonalbank Arena, Rapperswil-Jona 6 100 spectateurs |